# 国際レズビアン・ゲイ協会
国際レズビアン・ゲイ協会 （こくさい - きょうかい、International Lesbian, Gay, Bisexual, Trans and Intersex Association、略称ILGA）は、600以上のレズビアンとゲイ、トランスジェンダーそしてインターセックス関連団体が参加する国際的な協会である。人権と市民権の領域におけるLGBT者の権利のため、キャンペーンや国連や各国政府への嘆願のための署名運動などの活動を精力的に行っている。2009年現在、世界約110か国で活動を展開している。

## 組織構成
ILGAは以下の地域支部からなる：
- ILGA-Africa （国際レズビアン・ゲイ協会　アフリカ地区）
- ILGA-Asia （国際レズビアン・ゲイ協会　アジア地区）
- ILGA-ANZAPI （国際レズビアン・ゲイ協会　オーストラリア・ニュージーランド/アオテアロア・太平洋諸島地区）
- ILGA-Europe （国際レズビアン・ゲイ協会　欧州地区）
- ILGA-North America （国際レズビアン・ゲイ協会　北米地区）
- ILTGA-LAC （国際レズビアン・トランスジェンダー・ゲイ協会　南米・カリブ海地区）

2009年現在、協会のトップは、スリランカのEqual Grand (2004)所属のロザンナ・フラメール・カルデラ (Rosanna Flamer-Caldera) とドイツのレズビアン・ゲイ協会 (LSVD)所属のフィリップ・ブラウン (Philipp Braun) が務めている。

## 歴史

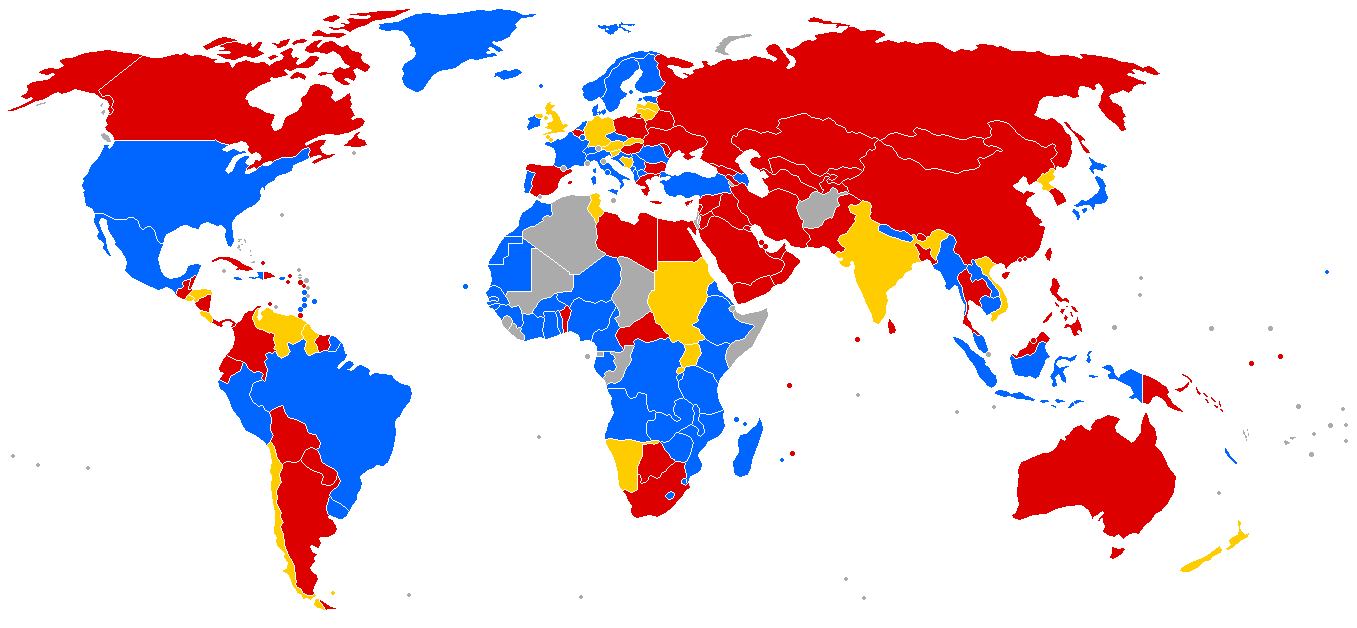
HIVまたはエイズ感染者に対する、渡航・居住制限を示す世界地図 www.plhiv.org
ILGAの年度報告の情報を元に作成：
制限が確認されている地域
相反する情報が提供されているため、制限の可能性がある地域
規定なし
情報なし

ILGAは1978年8月8日、イングランドのコヴェントリーで開催されていた会議「en:Campaign for Homosexual Equality」で発足した。この会議には14か国からの17団体を代表する30人の男性が参加していた。当初の名称はInternational Gay Association (IGA)であったが、1986年に現在の名前(ILGA)に変更された。
このコヴェントリーでの会議は、アムネスティ・インターナショナル (AI) にも働きかけ、レズビアン・ゲイに対する迫害問題に対する関わりを求めた。13年に及ぶキャンペーン活動の後、1991年にAIはその活動の一つとして、レズビアン・ゲイの人権問題を扱い始め、今日では国際的なLGBT権利の擁護者となっている。
確認のとれている中で最も早く活動を開始していた同性愛権利擁護団体は、1924年頃にシカゴで活動をしていた "The Society for Human Rights"であり、ILGAではない。
世界保健機構の疾病リストから同性愛が外されたことにも、ILGAが寄与している。
またILGAは、国連で非政府団体(NGO)としての「諮問資格」を獲得した最初のレズビアン・ゲイ権利団体である。1993年と1994年に開催された、国連の差別防止・少数者保護小委員会 (en:United Nations Sub-Commission on Prevention of Discrimination and Protection of Minorities) と1994年の国際連合人権委員会において、ILGAの名前で声明が発表された。ただし1994年9月に、ILGAのNGOとしての位置づけは保留となっており（次項参照）、2009年現在、国際連合経済社会理事会 (ECOSOC)に所属する同性愛者権利NGOは、1999年に諮問資格を獲得したAustralian Coalition of Activist Lesbiansのみである。
欧州評議会は、ILGAの長年にわたる諮問資格申請に際して、国連における諮問資格剥奪理由を求めた。1997年終盤に、欧州評議会はILGAに諮問資格を与えた。ILGA欧州支部は、欧州委員会に認可されており、同委員会より経済的な支援も受けている。
ある論争の存在から、国際連合エイズ合同計画 (UNAIDS)は、ILGAに関連するあらゆるプロジェクトに対して援助を行わないことを表明している。

### 論争と国連諮問資格剥奪
1993年の夏、ILGAは国際連合経済社会理事会 (ECOSOC)の諮問資格を、世界3000の団体が集まった非政府組織として獲得した。しかしながらジェシー・ヘルムズ (Jesse Helms) が先導していた、NAMBLA（米国少年愛者団体）のILGA加盟キャンペーンの後、この資格は1994年に保留となった。
この処置を受け、1994年始めにILGAは214の賛成票（うち反対票30）を持って、NAMBLAと他の2団体 （MARTIJN と Project Truth）を、「ペドフィリア（幼児性愛）を支持あるいは推進することを主な目的とした団体」と判断されるとして、除名処分にした。1994年10月に、ILGAの幹部委員会はドイツのミュンヘンで活動するVSG (Association for Sexual Equality)のILGAメンバーシップを保留とした。それは、VSGがNAMBLAとの連帯を口頭で表明しており、ペドフィリア支持者をVSGから脱退させる要求に従わなかったためである。VSGのメンバーシップは、次期(1995年6月)のILGA会議において、ILGAの規約に沿って対応（すなわち除名）が決定されるまで、保留とされた。VSGはILGAから1995年4月に脱退し、1998年には組織そのものが消滅した。
ILGAは諮問資格を回復するために2000年に申請を行ったが 、2002年4月30日に国際連合経済社会理事会 (ECOSOC)は29票対17票で、この申請をしりぞけた。この決定は、「ILGAのメンバー団体または附属団体が、ペドフィリアを推進または許容したことにたいする懸念による」とされた。
この懸念の要因となったのは、ILGAが同性愛を犯罪とする国々に住むメンバーの安全を確保するために、加盟している団体のリストを発行しておらず、そのためにNAMBLAとILGAの関係が表面的にだけではなく、実際に断たれたのか検証することが可能かどうか、ということであった。
2003年5月3日、国際連合経済社会理事会 (ECOSOC)は再び決議を取り、ILGAに対して諮問資格を与えないことを決定した。これを受けて他のLGBT権利団体とともに、ILGAは再度申請を行ったが、2006年1月23日にNGO委員会において、拒否された。 ILGAは、LGBT権利団体の申請が退けられるのは、エジプトとイスラム諸国会議機構 (OIC)が圧力をかけているから、との見方を持っている。
- ILGAの国際連合経済社会理事会への申請に対し、反対票を投じた国は、ILGAのHIV/AID感染者への差別をまとめた年度報告書において、最も批判を受けていた10か国（カメルーン、中国、キューバ、イラン、パキスタン、ロシア連邦、セネガル、スーダン、アメリカ合衆国、ジンバブエ）であった。
- ILGAを支持した国家としては、チリ、フランス、ドイツ、ペルー、ルーマニアがあげられる。
- コロンビア、インド、トルコは棄権
- コートジボワール代表は欠席

しかしながら、続いて行われた、ILGA-Europeの申請に対する投票においては、アメリカ合衆国は立場を変え、賛成にまわった。しかしながら申請は拒否された。
- 9か国 （カメルーン、中国、コートジボワール、イラン、パキスタン、ロシア連邦、セネガル、スーダン、ジンバブエ）が反対
- 7か国 （チリ、コロンビア、フランス、ドイツ、ペルー、ルーマニア、アメリカ合衆国）が支持
- 2か国棄権 （インドとトルコ）[1]

### ECOSOCがILGAの申請を受け入れへ
2006年、ILGAはペドフィリア反対の立場を表明し続けており、ECOSOCに対し、国連諮問資格を要求し続けていたが、2010年7月19日、国際連合経済社会理事会(ECOSOC)はついにジョグジャカルタ原則の付加勧告(d)に示された1996/31の決議に従って、ILGAの申請を受け入れた。（賛成23、反対13、棄権13）
12月11日には、ILGA-Europeは、ドイツ同性愛者連盟(Lesben- und Schwulenverband in Deutschland = LSVD)とNational Association of Gays and Lesbians(LBL)と共に)、ECOSOCの諮問資格を取得した。

### ILGA 世界会議
次の世界会議はカナダのケベックで2008年5月に開催される予定であったが、延期され、2008年11月3日から6日まで、オーストリアのウィーンで開催された。
2010年には、モスクワで開催される予定である。

## 日本におけるILGAの活動
1984年初頭、IGAの幹部のビル・シラーは、ゲイ雑誌『アドン』の創刊者である南定四郎を訪ね、日本支部を作らないかと打診した。当時の南は政治的な活動に興味がなかったため一旦断ったが、同年2月14日、中山晋作、シラーとともにIGA日本を設立した。新宿区四谷三栄町にアパートを借りて事務所とした。
同年には（東京から見て）支部としての位置づけで「IGA日本・大阪」もできているが、1988年の第一回全国大会後に南より「今後ILGAの名称を使うことは認めない」という通知が届いたことにより、「OGC」（大阪ゲイ・コミュニティ）として独立した。「日本でのIGAの活動に関しては、自分が任されているから」というのがその理由だったが、ILGAは各LGBT団体が個別に加盟できる組織であり、南の通知は越権行為であった。
1986年3月3日、新美広ら5人の若者は同性愛者の支援を行うグループ「動くゲイとレズビアンの会」（現・アカー）を設立した。1965年生まれの新美を除き、ほとんどが高校生だった。アカーはILGA日本から分離独立したものとされる。またILGA日本には青年部門「together」があったほか、togetherのメンバーが設立や運営に関わった「GLOW」や「AIDSケアプロジェクト」などの源流にもなった。
1992年3月6日から8日にかけて第1回「東京国際レズビアン・ゲイ・フィルム&ビデオ・フェスティバル」が中野サンプラザの研修室で開催された。同フェスティバルは南が企画したもので、前年にILGA日本に加盟する団体として運営委員会がつくられた。
当初は月一回のセミナー開催、機関誌「JOIN」の発行と共に、エイズパニックが起きた時期ということもあり、「エイズ110番」の開設などが行われた。東京四谷に「IGAクラブ」という、賛同者らがミーティングなどに使えるパブリックスペースがあった。以下に活動史に触れるが、1996年に活動基盤になっていたアドンが廃刊されたこともあり、同年の第3回東京レズビアン・ゲイ・パレード以降は目立った活動が見られなくなった。
- 1986年5月1日〜3日まで、アジア初の「第一回アジアゲイ会議」が開催された[14]。
- 1987年8月17日〜22日、第一回全国大会（OCCURメンバーなども参加）が開かれ、「ILGA日本」に改称された。
- 1994年8月には、日本初の「東京レズビアン・ゲイ・パレード」がILGA日本が中心となった実行委員会の主催で開かれた。

## ILGA日本グループ
「動くゲイとレズビアンの会」（現・アカー）、G-Front関西、北海道セクシュアルマイノリティ協会札幌ミーティングに続き、2007年には日本のLGBT団体として4番目にゲイジャパンニュースが加盟している。
ゲイジャパンニュース共同代表である山下梓は、2013年現在、ILGA共同代表代行も務めている。

## 関連書籍
Johansson, Warren & Percy, William A.  Outing:  Shattering the Conspiracy of Silence.  Harrington Park Press, 1994. pp. 192-193